# Raúl Grijalva
Raúl Grijalva, né le 19 février 1948 à Tucson et mort le 13 mars 2025, est un homme politique américain, représentant démocrate de l'Arizona à la Chambre des représentants des États-Unis de 2003 à 2025.

## Biographie

### Jeunesse et débuts en politique
Raúl Grijalva est originaire de Tucson, son père était un travailleur migrant du Mexique qui est entré aux États-Unis en 1945 grâce au programme Bracero et a travaillé dans des ranchs du sud de l'Arizona. Il fait partie du conseil des écoles de la ville de 1974 à 1986. En 1986, il obtient son bachelor of arts de l'université de l'Arizona. Il est élu ensuite au sein du conseil du comté de Pima de 1989 à 2002. Raúl Grijalva était un dirigeant du parti Raza Unida en Arizona. Selon l'histoire du parti par Armando Navarro, Raúl Grijalva était si militant, qu'il s'est aliéné certains membres de la communauté mexicano-américaine de Tucson. Après avoir perdu sa première candidature à une fonction élective, en 1972, pour un siège au conseil scolaire, Raúl Grijalva a commencé à cultiver une image moins radicale.

### Représentant des États-Unis

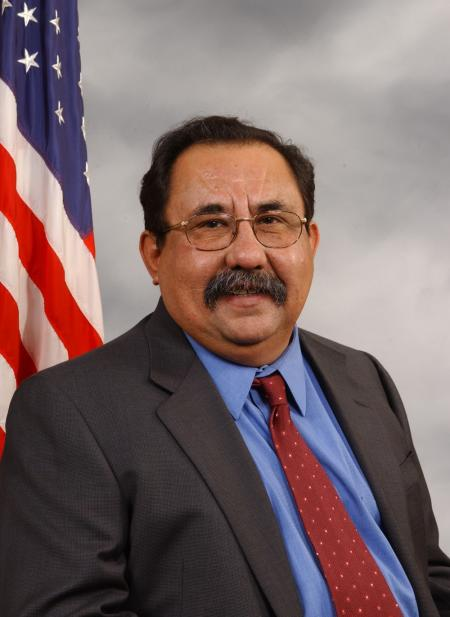
Raúl Grijalva au Congrès en 2003.

En 2002, il se présente à la Chambre des représentants des États-Unis dans le 7e district de l'Arizona, nouvellement créé. Le district est majoritairement hispanique, et comprend l'ouest de Tucson et le sud-ouest de l'État. Raúl Grijalva  remporte la primaire démocrate avec 40,8 % des voix face à sept autres candidats,. Il est élu représentant avec 59 % des suffrages. Il est réélu entre 2004 et 2008 avec des scores compris entre 61 et 64 %,.
En 2010, après l'adoption d'une loi controversée sur l'immigration (Arizona SB 1070), Raúl Grijalva est critiqué pour soutenir les appels au boycott contre son propre État. Le boycott de l'Arizona conduit en effet à l'annulation de nombreuses conventions et voyages dans l'État, se traduisant par des pertes de revenus de plusieurs centaines de millions de dollars. Bien que sa circonscription soit favorable aux démocrates, les sondages donnent des résultats serrés à l'approche du scrutin de novembre 2010,,. Le démocrate remporte finalement l'élection avec 50,2 % des voix face à la républicaine Ruth McClung (44,2 %).
Avant les élections de 2012, son district est redécoupé et devient le 3e district. Pour la première fois depuis son élection en 2002, il a des adversaires lors de la primaire démocrate. Il arrive en tête de la primaire avec environ deux tiers des suffrages puis est réélu avec 58,4 % des suffrages en novembre 2012. Il est par la suite réélu avec 55,7 % des voix en 2014, 98,6 % en 2016, 63,9 % en 2018 et 64,6 % en 2020.
À partir de 2014, Raúl Grijalva devient le démocrate le plus important au sein de la commission des Ressources naturelles de la Chambre des représentants. À ce titre, il s'oppose souvent au secrétaire à l'Intérieur de Donald Trump, Ryan Zinke. Grijalva demande ainsi la démission du secrétaire dans une tribune de USA Today. Zinke renvoie alors le représentant à ses propres problèmes d'éthique, faisant notamment allusion aux 48 000 dollars versés à une ancienne collaboratrice de Grijalva, qui l'accusait d'avoir créé un environnement de travail toxique en raison de son alcoolisme (Grijalva reconnaît avoir eu des problèmes avec l'acool). Après enquête, la commission d'éthique de la Chambre estime cependant que ce versement n'avait rien d'irrégulier. En 2019, Raúl Grijalva prend la présidence de la commission après la victoire du Parti démocrate aux élections de 2018.
Il remporte un onzième mandat lors des élections de 2024. Quelques semaines avant le scrutin, il annonce que cette élection sera sa dernière et qu'il ne sera pas de nouveau candidat en 2026.
En avril 2024, Raúl Grijalva reçoit un diagnostic de cancer et commence un traitement. En octobre 2024, Grijalva annonce qu'il ne se représente pas aux élections de 2026 Il meurt des suites de complications liées au traitement le 13 mars 2025, à l'âge de 77 ans.

## Positions politiques

Elizabeth Warren et Raúl Grijalva en meeting en 2019.

Raúl Grijalva fait partie de l'aile gauche du Parti démocrate américain. Pendant dix ans, il copréside le groupe progressiste de la Chambre des représentants (en anglais : Congressional Progressive Caucus).
Lors des primaires présidentielles démocrates de 2016, il est le premier membre du Congrès à soutenir Bernie Sanders. Quatre ans plus tard, il soutient la candidature d'Elizabeth Warren.
En juillet 2024, il est le deuxième membre démocrate du Congrès à appeler le président Joe Biden à se retirer de l'élection présidentielle après son débat contre Donald Trump.